# Asystasia salicifolia
Asystasia salicifolia är en akantusväxtart som beskrevs av William Grant Craib. Asystasia salicifolia ingår i släktet Asystasia och familjen akantusväxter. Inga underarter finns listade i Catalogue of Life.